# Salten-Schlern

Lage der Bezirksgemeinschaft Salten-Schlern in Südtirol

Die Bezirksgemeinschaft Salten-Schlern (italienisch Comunità comprensoriale di Salto-Sciliar, ladinisch Comunità raion Salten-Sciliër) ist ein Zusammenschluss von 13 Gemeinden in der Umgebung von Bozen in Südtirol (Italien). Benannt ist die 1973 gegründete Bezirksgemeinschaft nach dem Berg Schlern und dem Salten, einem ausgedehnten Hochplateau am Tschögglberg zwischen Jenesien und Mölten.
Die Einwohnerzahl der 13 Gemeinden betrug im Jahr 2014 rund 50.000, die Fläche beläuft sich auf 1.037 km². Der Hauptsitz liegt in Bozen, das selbst nicht Mitglied der Gemeinschaft ist.
Die Gemeinden der Bezirksgemeinschaft sind: Deutschnofen, Jenesien, Karneid, Kastelruth, Mölten, Ritten, St. Christina in Gröden, St. Ulrich in Gröden, Sarntal, Tiers, Völs am Schlern, Welschnofen und Wolkenstein in Gröden.